# Битка при Хотузиц
Битката при Хотузиц (Chotusitz) е част от Първата Силезийска война, тоест от Войната за австрийското наследство. Тя се състои на 17 май 1742 г. в Чехия. На бойното поле застават армиите на Прусия под командата на самия крал Фридрих II и на Австрия, командвана от Карл Лотарингски – зет на австрийската владетелка Мария Терезия. Прусаците побеждават, с което си осигуряват успех и в цялата война.

## Предистория
Нападението на Фридрих ІІ над австрийската провинция Силезия през есента на 1740 г. е известен факт. То е неочаквано и непредизвикано и се случва скоро след възцаряването на Мария Терезия. В този момент наследството на младата ерцхерцогиня никак не е сигурно и се оспорва от редица държави – включително Франция, Испания, Бавария и Саксония. Прусия напада първа и е най-опасна. Добре обучената ѝ пехота бързо завзема крепостите в Силезия и спечелва битката при Молвиц (10 април 1741). Тогава идва ред на обединената армия на французи и баварци да напредне към Виена. Фридрих се възползва от опасността и сключва с австрийците примирие в Клайн Шнеленбург (9 октомври). Когато французите промeнят посоката си и вместо Виена превземат Прага, той изпада в ужас от такъв съсед – те са му съюзници, но той вече ги е предал с примирието и се опасява от проблеми. От друга страна, ненавижда техния командир маршал Броли. Ето защо в началото на 1742 г., в съюз със Саксония, той навлиза в Моравия и обсажда столицата Бърно. Не успява да я превземе, а Мария Терезия изпраща против него голяма и добре екипирана армия. Чрез нея тя се надява да обърне хода на войната.

## Ход на сражението
Тази битка е много важна за Фридрих, за да се докаже като способен военачалник. Година по-рано при Молвиц той избягва от бойното поле, а зложелателите му говорят, че битката е спечелена от баща му – защото той създава силната пехота, която всъщност удържа австрийския устрем. Междувременно кралят се е погрижил конницата му да стигне нивото на австрийската – след серия реформи и целенасочени мерки се надява, че този път тя ще се представи по-добре.
Битката се състои на границата между Моравия и Чехия край градчето Хотузиц. Австрийският генерал разполага с около 30 000 войници, докато прусаците са 28 000. Както историците отдавна са забелязали, тя започва подобно на Молвицката битка – с яросна атака на австрийската конница. Под дъжд от артилерийски снаряди тя притиска пруската конница и я избутва назад. Когато достига пехотните редици обаче, нещата се променят. Никоя друга битка не утвърждава в по-голяма степен по-късната вяра, че пруската пехота е непобедима. Без ни най-малко да се огънат, прусаците посрещат конницата на противника с премерен огън, който обърква редиците ѝ. Карл Лотарингски пуска пехотата, командвана от фердмаршал фон Даун. След четири часа отчаян бой пруската конница контраатакува и австрийците се принуждават да отстъпят. Фридрих забранява да бъдат преследвани и те могат да се изтеглят в добър ред.

## Последици
Загубите са приблизително равни (по около 7000 д.), но стратегическата победа е за Прусия. Става ясно, че Мария Терезия не може да си върне нито Чехия, нито Силезия. Фридрих II заслужва името си на добър и дори великодушен военачалник, конницата му – че може да е равностойна на останалите. Голямата слава обаче се пада на пехотата, която оттук нататък ще респектира Европа с качествата си. Сражението кара Великобритания да притисне Мария Терезия за мирен договор. Тя мечтае да обедини всички германски държави против Франция и Испания. Така се достига до мирния договор в Бреслау (11 юни 1742), с който Прусия връща Чехия на австрийците, но запазва Силезия.